# Петров, Леонид Валентинович
Леонид Валентинович Петров — советский хозяйственный, государственный и политический деятель.

## Биография
Родился в 1925 году. Член КПСС.
Выпускник Московского авиационного института, председатель правления спортклуба МАИ, С 1954 года — на хозяйственной, общественной и политической работе. В 1954—1991 гг. — на комсомольской и партийной работе в городе Москве, первый секретарь Ленинградского райкома КПСС города Москвы, заведующий отделом организационно-партийной работы Московского горкома КПСС, председатель Московского городского совета профсоюзов.
Избирался депутатом Верховного Совета РСФСР 8-го, 9-го, 10-го, 11-го созывов. Делегат XXII, XXIII, XXIV, XXV съездов КПСС.

## Сочинения
- Петров, Леонид Валентинович. Партийный актив [Текст]. — Москва : Моск. рабочий, 1968. — 48 с.; 20 см.
- Петров, Леонид Валентинович. Партия и профсоюзы в развитом социалистическом обществе / Л. В. Петров. — М. : Профиздат, 1983. — 287 с.; 17 см.
- Петров, Леонид Валентинович. Выполняя ленинские заветы о соревновании [Текст]. — Москва : Моск. рабочий, 1971. — 55 с.; 20 см.
- Петров, Леонид Валентинович. Мера ответственности за дела коллектива [Текст]. — [Москва] : Профиздат, 1970. — 80 с.; 17 см.
- Петров, Леонид Валентинович. Социалистическое соревнование: материальное и моральное поощрение [Текст]. — Москва : Профиздат, 1974. — 63 с.; 16 см.
- Петров, Леонид Валентинович. Москвичи — Сибири и Дальнему Востоку / Л. Петров. — М. : Профиздат, 1980. — 80 с.; 16 см.
- Петров, Леонид Валентинович. Советские профсоюзы — боевые помощники партии [Текст] / Л. Петров. — Москва : Профиздат, 1977. — 96 с.; 17 см.